# カミソリウオ科
カミソリウオ科（学名：Solenostomidae）は、トゲウオ目に所属する魚類の分類群の一つ。カミソリウオ属のみ1属で構成され、カミソリウオ・ニシキフウライウオなど熱帯性の沿岸魚のみ6種が記載される。科名の由来は、ギリシア語の「solen（パイプ）」と「stoma（口）」から。

## 分布・生態
カミソリウオ科の魚類はすべて海水魚で、インド太平洋の熱帯域を中心に分布する。6種からなる小さなグループで、サンゴ礁や岩礁、および周辺の砂泥底など沿岸の浅い海で暮らす種類が多い。日本近海にはカミソリウオ・ニシキフウライウオ・ホソフウライウオの3種が生息する。
パイプのように細長い吻（口先）、大きな腹鰭・尾鰭といった独特な形態と鮮やかな色彩が本科魚類の特徴である。食用魚としての価値はほとんどないが、観賞魚として世界各地のアクアリウムで飼育される。
本科魚類はあまり活発には遊泳しない底生魚で、サンゴや海藻の間を漂うか、海底で体を休めていることが多い。食性は肉食性で、底生性の小型無脊椎動物や動物プランクトンを主に捕食する。雌は腹部に変形した腹鰭によって形成された育児嚢をもち、受精卵を保護する習性がある。近縁のヨウジウオ科（タツノオトシゴなど）では育児嚢をもつのは雄だが、本科では逆になっている。

## 形態
カミソリウオ科の仲間は短く側扁した体型をもち、全身が硬い骨板に覆われる。最大で全長16cmほどの小型魚類で、細長く伸びた吻と大きな腹鰭・尾鰭を特徴とする。ニシキフウライウオ（Solenostomus paradoxus）は全身を細長い皮弁に覆われる。
背鰭は2つに分かれ、前半部は5本の細長く脆弱な棘条で、後半は17-22本の未分枝軟条で構成され、軟条部の基底は高く盛り上がっている。臀鰭の軟条は背鰭同様に未分枝で、17-22本。腹鰭は大きく背鰭棘条部の反対側に位置し、1棘6軟条。眼窩周囲骨を欠き、椎骨は32-34個。

## 分類

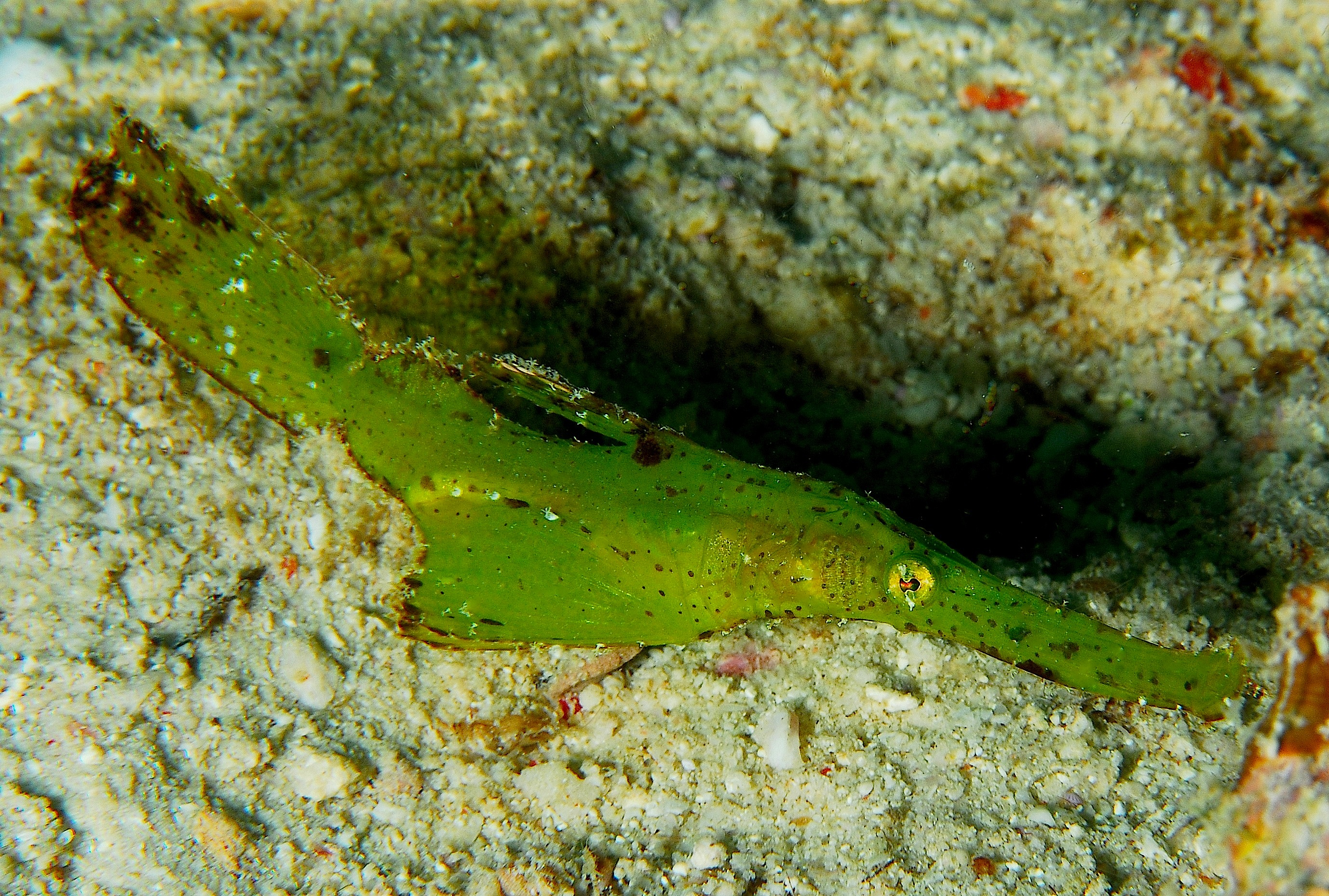
カミソリウオ（Solenostomus cyanopterus）。本種はしばしば海藻の断片に擬態した体色をもつ

カミソリウオ科にはNelson（2016）の体系において1属6種が認められている。本稿では、FishBaseに記載される1属6種についてリストする。本科魚類は形態や色彩の個体差が著しく、種の同定には混乱が生じていた。
- カミソリウオ属 Solenostomus
  - ニシキフウライウオ Solenostomus paradoxus
  - ホソフウライウオ Solenostomus leptosoma
  - カミソリウオ Solenostomus cyanopterus
  - Solenostomus armatus
  - Solenostomus halimeda
  - Solenostomus paegnius